# Schmon

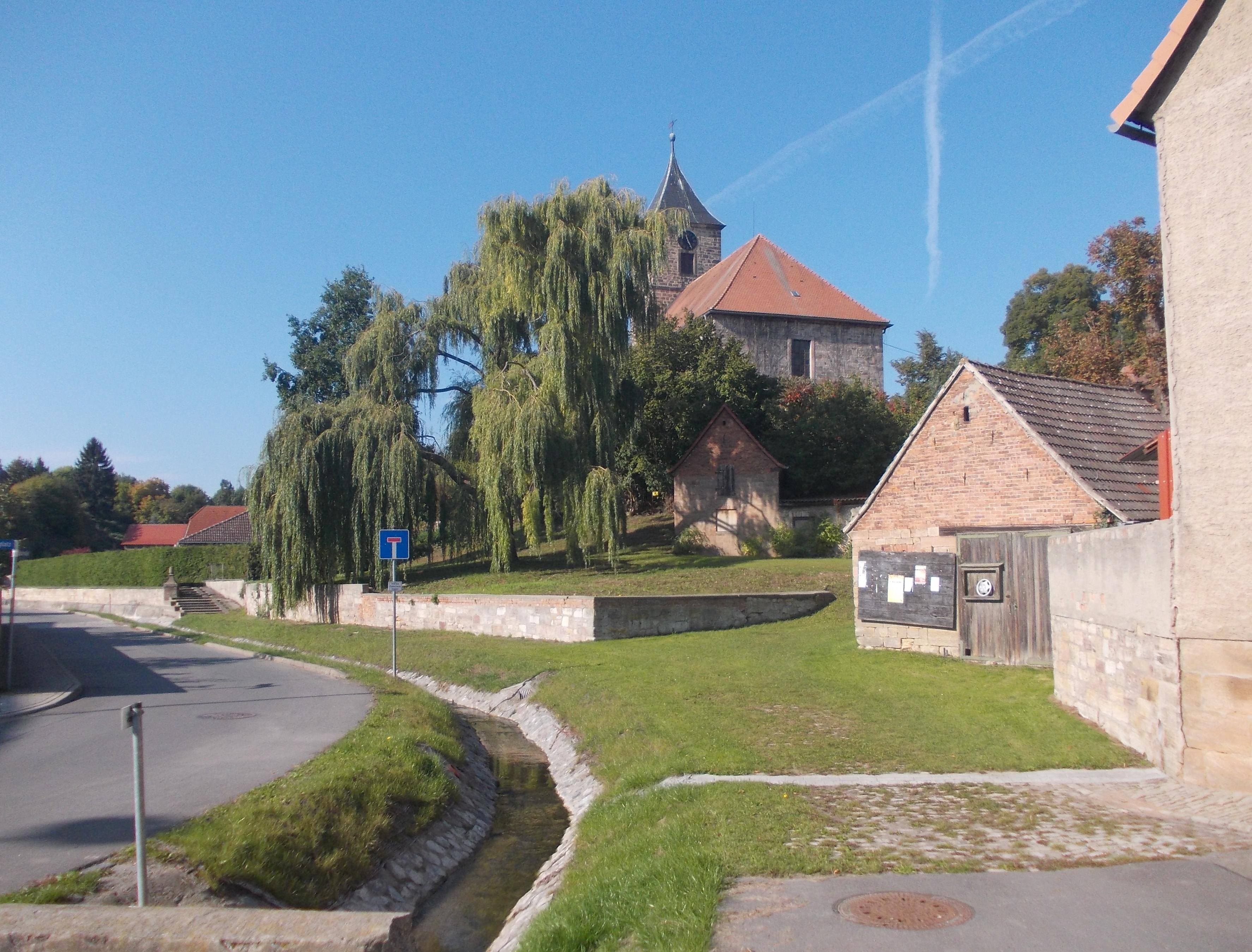
Schmoner Bach und Kirche in Oberschmon

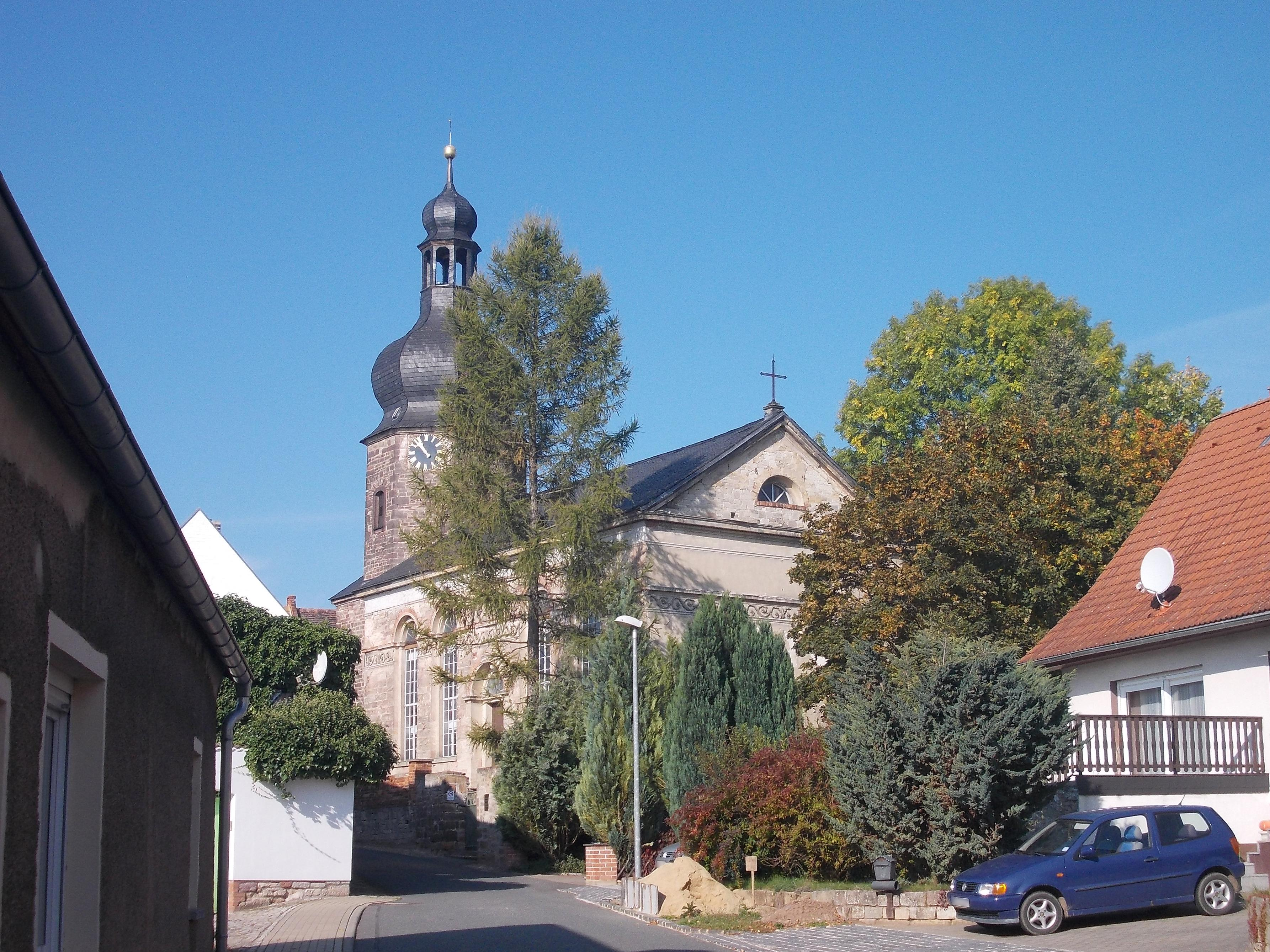
Kirche St. Marcus in Niederschmon

Schmon ist seit dem 1. Januar 2004 eine Ortschaft und ein Stadtteil der Stadt Querfurt im sachsen-anhaltischen Saalekreis. Es besteht aus den Ortsteilen Hermannseck, Oberschmon und Niederschmon.

## Geografische Lage

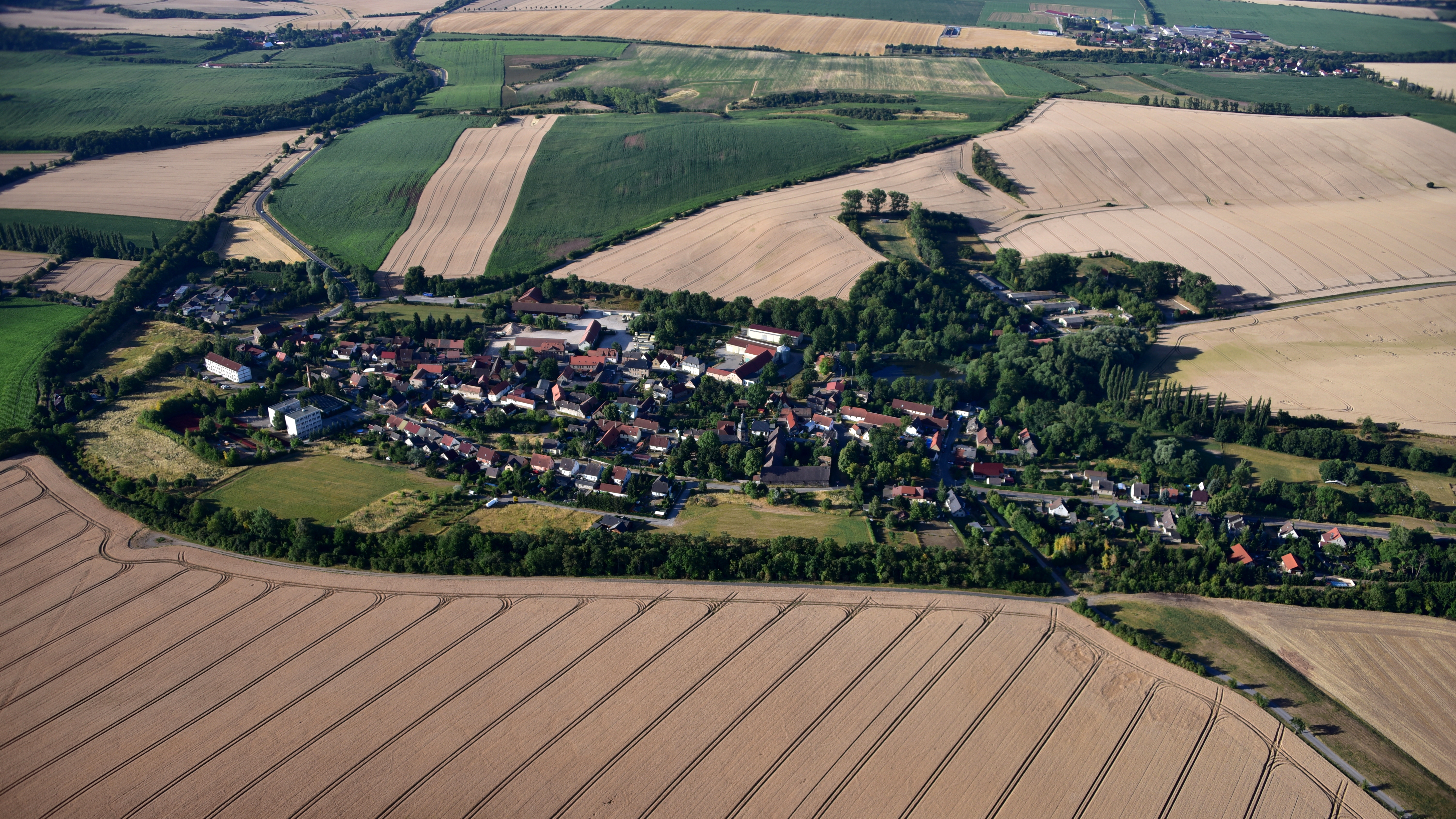
Schmon, Luftaufnahme (2018)

Schmon liegt auf der Querfurter Platte im Naturpark Saale-Unstrut-Triasland. Es breitet sich mit seinen Ortsteilen Hermannseck, Oberschmon und Niederschmon entlang dem Schmoner Bach – mit dem zwischen Hermannseck und Oberschmon gelegenen Speicher Schmon – aus, einem linken Zufluss der Unstrut.

## Geschichte
In einem zwischen 881 und 899 entstandenen Verzeichnis des Zehnten des Klosters Hersfeld wird Schmon als zehntpflichtiger Ort Smean im Friesenfeld erstmals urkundlich erwähnt. Die Schmoner Ortsteile Ober- und Niederschmon gehörten bis 1815 zum wettinischen, später kursächsischen Amt Freyburg. Durch die Beschlüsse des Wiener Kongresses kamen sie zu Preußen und wurden 1816 dem Kreis Querfurt im Regierungsbezirk Merseburg der Provinz Sachsen zugeteilt, zu dem sie bis 1944 gehörten.
Am 20. Juli 1950 wurden die Gemeinden Niederschmon und Oberschmon zur neuen Gemeinde Schmon zusammengeschlossen.
In Niederschmon gibt es eine Schule, die bis 2003 eine Sekundarschule war. Die bis 2003 bestehende Grundschule Vitzenburg hat sich mit der Grundschule Ziegelroda zusammengeschlossen und hat nun ihren Sitz in Schmon. Im unteren Teil Niederschmons liegt der Kindergarten, der auch den Hort in der Schule leitet.

## Ortsteil Hermannseck
Der Schmoner Ortsteil Hermannseck, als Exklave vom Gebiet der Nachbargemeinde Ziegelroda umgeben, wurde besonders zur DDR-Zeit durch seine Freizeiteinrichtungen bekannt. Er geht auf ein Forsthaus an „Hermanns Ecke“ (Lage) zurück. Bereits um 1830 ließ der königliche Oberförster Carl Friedrich Gottlob Köstler (1797–1842) die Waldbestände im Revier verbessern. Nach seinem frühen Tode erhielt er 1843 ein Denkmal (Lage) in der Nähe der Quelle „Klapperborn“, deren Umfeld ausgebaut wurde. Danach nahm der Tourismus im Ziegelrodaer Forst zu. Um 1900 entstand beim Hermannseck ein Ausflugslokal mit Kegelbahn und Schießstand. Zudem wurde die Gegend durch die Eisenbahnstation „Leimbacher Gasthof“ besser erreichbar.

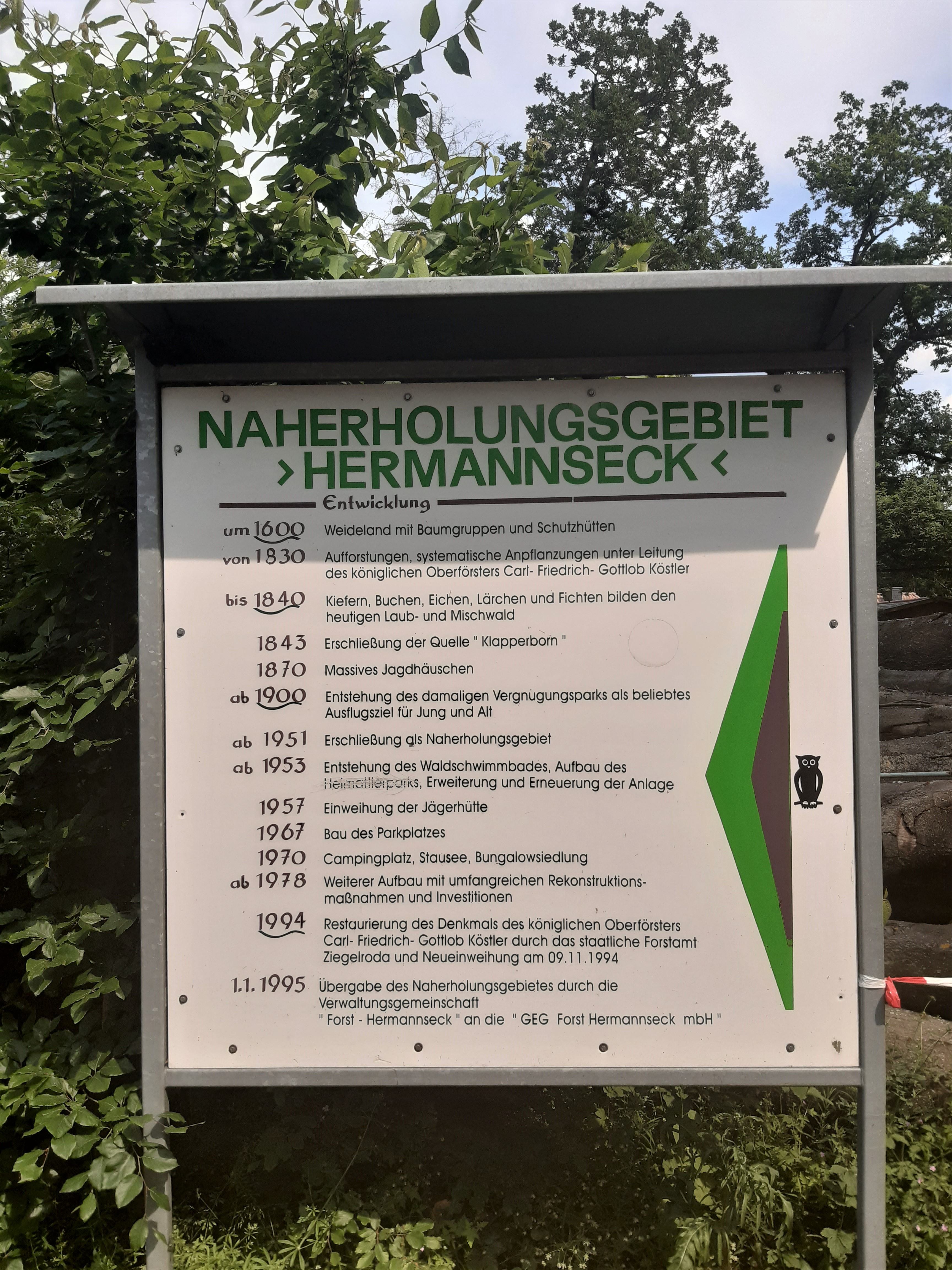
Zeittafel zum Hermannseck an der Jägerhütte

Im Jahre 1951 regte der Revierförster Bausch eine umfangreichere Erschließung des Gebiets an. Es entstanden ein Waldschwimmbad, ein Heimattierpark und die Gaststätte „Jägerhütte“. Nach 1970 erfolgte ein systematischer Ausbau als Naherholungsgebiet für die Bewohner des Chemie- und Braunkohlereviers um Halle und Merseburg. Dazu gehörten der Bau eines Campingplatzes, einer Bungalowsiedlung und später einer großen Ausflugsgaststätte (Eigenbezeichnung „Rastgaststätte“, von der Konsumgenossenschaft betrieben). Diese entstand im „Glaskasten“-Baustil auf dem Gelände einer alten Ziegelei (Lage) und sollte mit großem Parkplatz an der Landstraße vorrangig Autofahrer ansprechen.
Nach der politischen Wende in der DDR brachen der Bedarf nach derartigen Freizeitangeboten sowie die meisten Anbieter dafür zunächst zusammen. Die Großgaststätte wurde geschlossen, verfiel nach anfänglichen Modernisierungsversuchen zusehends und konnte beispielsweise im Jahre 2007 als Lost Place angetroffen werden. Um 2010 wurde sie samt allen Nachbargebäuden abgebrochen und das Grundstück renaturiert. Die übrigen Aktivitäten im Gebiet bestehen weiterhin unter neuer Trägerschaft.

Bildergalerie Hermannseck
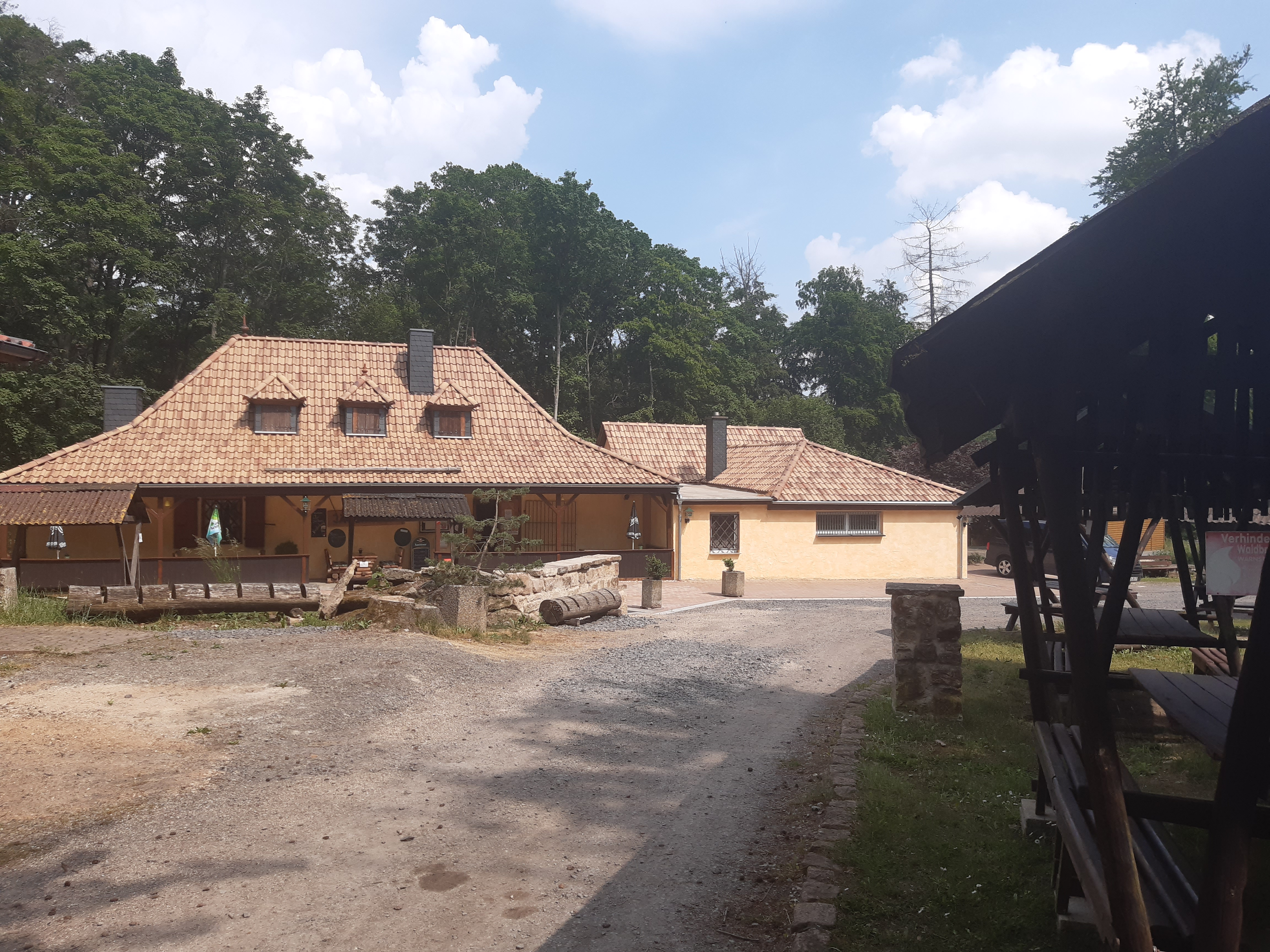
Restaurant Jägerhütte
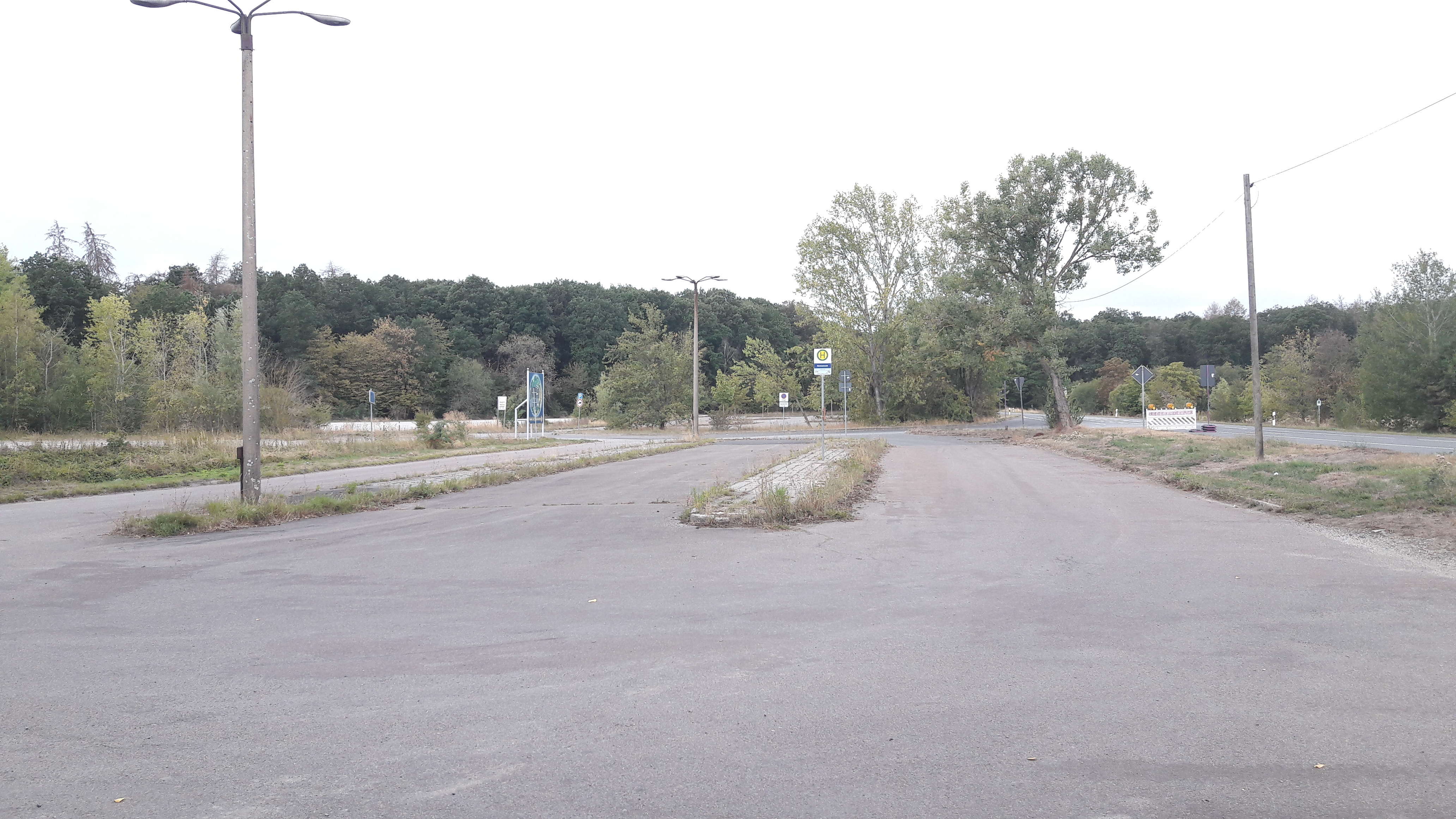
Parkplatz Hermannseck, 2019
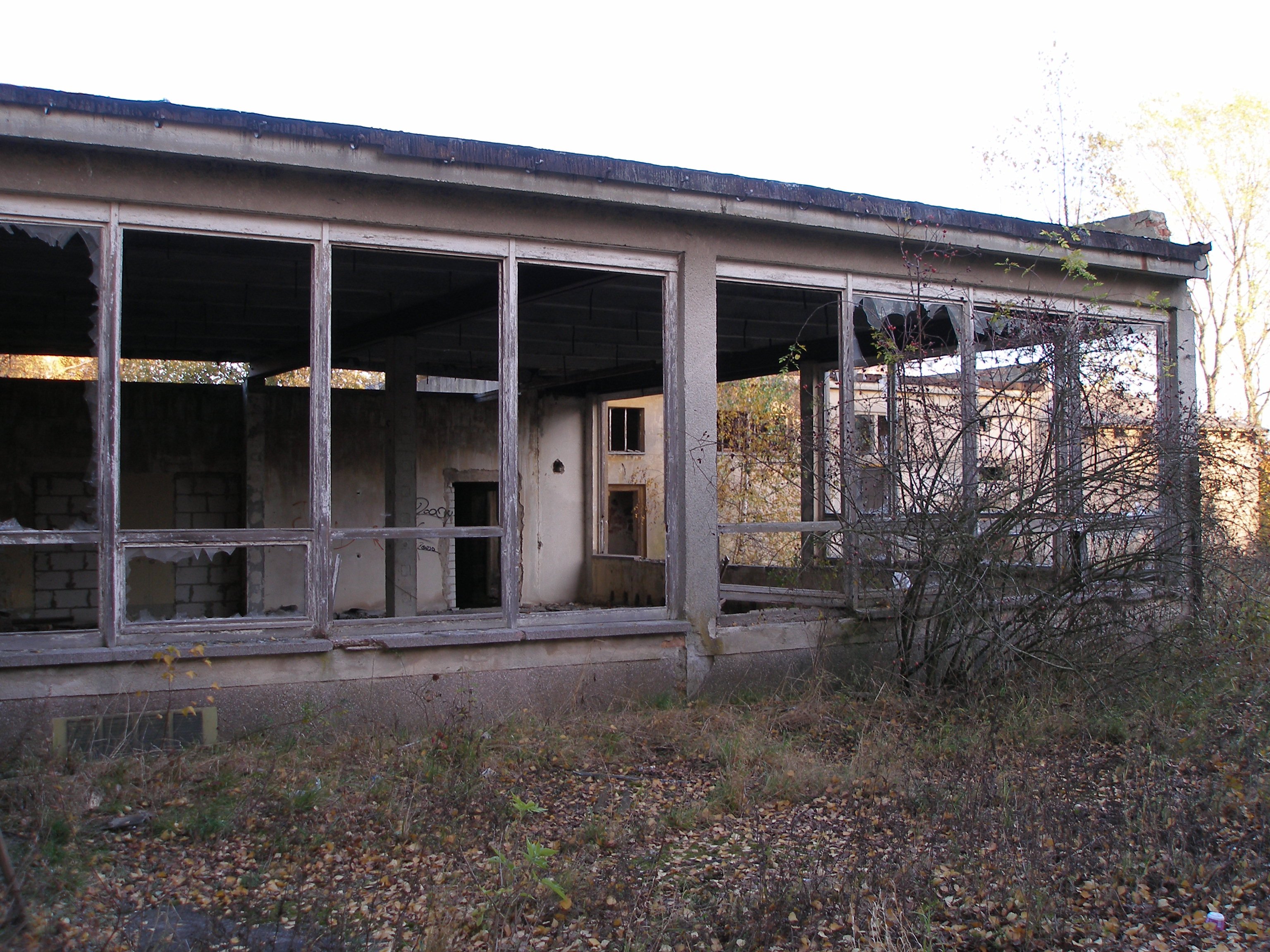
Ruine der Rastgaststätte, 2007
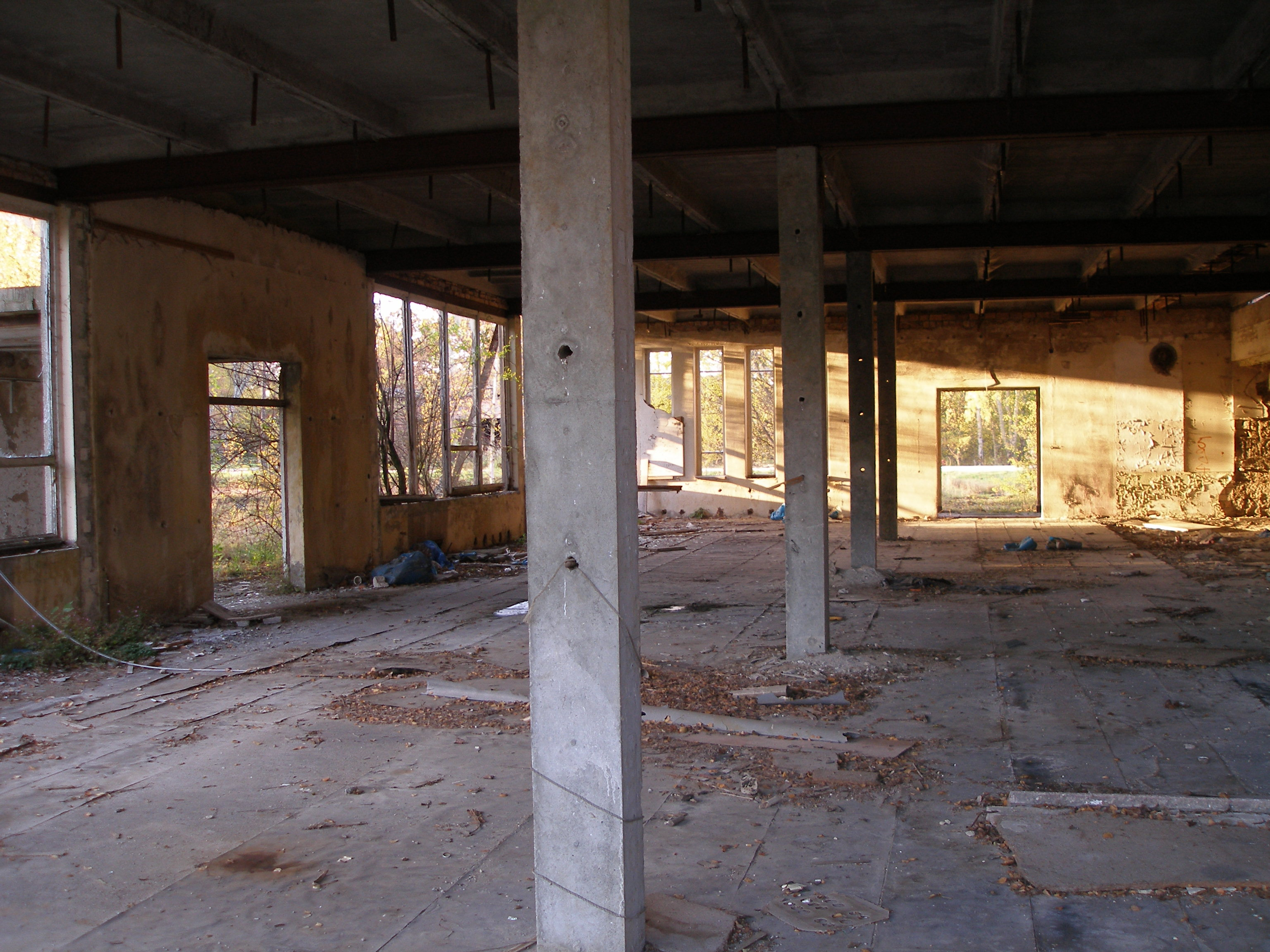
In der Ruine der Rastgaststätte

## Wirtschaft und Infrastruktur
Die 1904 eröffnete Bahnstrecke Röblingen am See–Vitzenburg mit Bahnhof in Niederschmon wurde 2003 stillgelegt.

## Personen, die mit dem Ort in Verbindung stehen
- Hans Dietrich Marschall von Bieberstein (1643–1687), Rittergutsbesitzer
- Adam Friedrich Senfft von Pilsach (1723–1783), kursächsischer Kreishauptmann des Kurkreises, Oberaufseher der Saalflöße und Besitzer der Rittergüter Zscheiplitz und Oberschmon
- Ludwig Senfft von Pilsach (1774–1853), sächsischer Minister und österreichischer Diplomat
- Walter Gabriel (1887–1983), evangelischer Pfarrer, Mitglied der Bekennenden Kirche (BK) und Häftling im KZ Dachau.